# Жилинка (Оренбургская область)
Жилинка — село в Бузулукском районе Оренбургской области России. Административный центр Жилинского сельсовета.

## География
Село расположено на правом берегу реки Боровка, на расстоянии 55 км к северо-востоку от города Бузулук, административного центра района.

## История
Основано барином Сергеем Жилиным в конце XVIII века. После постройки церкви в честь Святого Сергия Радонежского получило параллельное название Сергиевское. В 1930 году в селе был организован колхоз «Новая Москва».

## Население
| 2003 | 2010 |
| ---- | ---- |
| 423  | ↘344 |

Национальный состав
По данным Всероссийской переписи населения 2010 года:
| № | Национальность | Численность, чел. | Доля |
| - | -------------- | ----------------- | ---- |
| 1 | русские        | 295               | 86 % |
| 2 | турки          | 37                | 11 % |
| 3 | другие         | 12                | 3 %  |